# Hajime Etō
Hajime Etō (japanisch 衛藤 元 Etō Hajime; * 21. April 1973 in der Präfektur Kyoto) ist ein japanischer Fußballtrainer.

## Karriere
2013 wurde Etō bei den AC Nagano Parceiro als Co-Trainer eingestellt. Im August 2015 wurde Etō Cheftrainer. 2016 wechselte er zu Thespakusatsu Gunma.